# 青い鳥 〜L'Oiseau Bleu〜
『青い鳥 〜L'Oiseau Bleu〜』（あおいとり）は、ぱんだはうすから2001年1月26日に発売されたアダルトゲームである。本作はぱんだはうす名義としては最初の作品となった。

## 内容
本作は仕事がうまくいかない青年・コマスケが、仕事から逃げ込んだ先でヒロインたちと過ごす日々を描いている。本作は、独立した複数の物語が円構造を描いており、分岐によってそこから分かれていくという仕組みが取られている。
また、本作は春編と秋編の二部構成となっており、前者ではヒロインたちと結ばれるまでが描かれている一方、後者では不条理な物語が展開され、こちらも円構造となっている。

## 評価
『美少女ゲームマニアックス2』にて本作のレビュー記事が掲載された。レビューの筆者は堅牢な物語というよりはむしろ、ナンセンスなシナリオがポップな文章とともに疾走感の中で語られると評している。レビュアーはエンディングを迎えた後も感動が残るわけではないが、夢を見たような余韻が残ると評し、その文体を高橋源一郎の小説やフリージャズにたとえている。また、レビュアーはこのシナリオ構造がキャラクターの存在感を際立たせるのに役立っていると評価している。

### 註釈
1. ↑  たとえばあるルートでは、コマスケとヒロインが魚になる[1]。

### 書籍
- 美少女ゲームマニアックス2. 東京: キルタイムコミュニケーション. (2001-10-10). pp. 22-25. ISBN 4-86032-002-6. OCLC 675030565